# 中井信夫
中井 信夫（なかい のぶお、1908年（明治41年）5月31日 - 2004年（平成16年）12月13日）は、日本の政治家。元大阪府議会議員（自由民主党）、元大阪府議会議長。薬剤師。大和屋薬局代表社員。

## 来歴
大阪府出身。1929年（昭和4年）大阪薬学専門学校（のち、大阪大学医学部薬学科、現・大阪大学大学院薬学研究科・薬学部）卒。同年、堺市で薬局を開業する。堺薬剤師会長、堺市議を経て、1947年（昭和22年）大阪府議会議員に当選する。以来連続6回当選。
1964年（昭和39年）大阪府議会議長に就任。翌1965年（昭和40年）全国都道府県議会議長会会長に就任。同会長は1949年に会長職が置かれて以来、東京都議会議長が代々その座に就いていたが、同年に発生した都議会議長選挙に絡む汚職事件（東京都議会黒い霧事件）により、現職都議会議長で会長の小山貞雄が逮捕されたため、小山は会長を辞任。後任の会長に大阪府議会議長の中井がその座に就くこととなり、東京都議会議長以外では初めて会長に就任した。会長は翌年まで務めた。
1971年（昭和46年）堺市長選挙に立候補のため、府議を辞職。市長選挙には元社会党府議の和田貞夫、元民社党府議の土師半六も立候補し、激戦となったが、中井の得票数は3万票余りと最下位に終わり、土師に敗れた。2004年に死去した。